# Huyện Khagrachari
Khagrachari là một huyện thuộc division Chittagong, Bangladesh. Huyện này có diện tích 2700 km², dân số năm 2002 là 524961 người, mật độ dân số là 194 người/km².